# متحف حسن بن سلمان المالكي
متحف حسن بن سلمان المالكي؛ هو متحف تاريخي يقع داخل قرية صغيرة تدعى قرية مضايا بالقرب من جبل الحشر بمنطقة جازان جنوب المملكة العربية السعودية وقام بتأسيسه حسن بن سلمان قاسم العليلي المالكي بتاريخ 1430 هـ. بني المتحف ليحاكي طريقة بناء المنازل القديمة بالقرية. يضم المتحف جميع الأدوات التراثية التي استخدمها بنو مالك في السابق حيث قام "حسن بن سلمان المالكي" بجمعها من منزله والمنازل المجاورة وعرضها بالمتحف حفاظًا على التراث العريق لتاريخ المنطقة وتاريخ المملكة العربية السعودية.